# Геврик, Григорий Фёдорович
Григорий Фёдорович Геврик (1925—1945) — участник Великой Отечественной войны, командир отделения станковых пулемётов 330-го гвардейского стрелкового полка 129-й гвардейской стрелковой дивизии 1-й гвардейской армии 4-го Украинского фронта, гвардии младший сержант. Герой Советского Союза.

## Биография
Родился 30 ноября 1925 года в городе Дрогобыч, ныне Львовской области Украины, в семье рабочего. Украинец.
В 1938 году окончил 5 классов Дрогобычской школы № 5. С июля 1941 года по август 1944 года находился на временно оккупированной территории.
После освобождения Дрогобыча в августе 1944 года был призван в Красную Армию. На фронте с сентября 1944 года в должности пулемётчика 330-го гвардейского стрелкового полка 129-й гвардейской стрелковой дивизии. Участвовал в Восточно-Карпатской операции. Первое боевое крещение получил в боях за посёлок Буковско (13 километров юго-западнее города Санок, Польша). С первых боёв проявил себя смелым воином.
3 октября 1944 года дивизия начала наступление с задачей захвата Русского перевала. В тот же день в бою за высоту 651,0 на подступах к перевалу Григорий Геврик уничтожил расчёт вражеского пулемёта, что позволило роте продвинуться вперёд.
4 ноября 1944 года в районе посёлка он отбил пять контратак врага, уничтожив при этом около 30 гитлеровцев и две огневые точки. 6 ноября у населённого пункта Ясеновце он из ручного пулемёта истребил ещё 15 солдат и офицеров противника. 7 ноября был ранен и эвакуирован в госпиталь.
После излечения вернулся в свою часть. В декабре 1944 года Геврик был направлен делегатом от 4-го Украинского фронта на 1-й Дрогобычский областной сельский съезд.
Гвардии сержант Григорий Геврик погиб в бою 29 марта 1945 года в районе города Карвина (Чехия) в ходе Моравско-Остравской операции.
Похоронен у станции Прухна (Польша), в 1952 году был перезахоронен в городе Бельско-Бяла.

## Награды
- Указом Президиума Верховного Совета СССР от 29 июня 1945 года за мужество, отвагу и героизм, проявленные в борьбе с немецко-фашистскими захватчиками, гвардии младшему сержанту Геврику Григорию Фёдоровичу присвоено звание Героя Советского Союза.
- Награждён орденами Ленина, Славы 2-й и 3-й степеней.

## Память
- Имя Григория Геврика носила улица в Дрогобыче, на которой он жил, а также средняя школа № 5 (в 1990 году переименована в улицу Завожную).
- В Дрогобыче установлены бюсты Героя на улице Горишна Брама и у школы № 5, а в местном музее ему посвящён стенд.